# Mislye
Mislye (szlovákul: Myslina) község Szlovákiában, az Eperjesi kerület Homonnai járásában.

## Fekvése
Homonnától 5 km-re nyugatra, az Alacsony-Beszkidek déli részén, az Ondava völgyében fekszik.

## Története
A falu keletkezéséről nincsenek pontos adatok, de szlovák történészek feltételezik, hogy már a 11. század előtt is létezett, mint ősi szláv település. Valószínűleg a tatárjárásban elpusztult.
Írott forrásban csak 1307-ben „possessionum Misle” néven említik először egy latin nyelvű oklevélben. Egy 1377. január 15-én kelt oklevélben a leleszi prépostság birtokaként szerepel. Később a Drugeth család birtoka lett. A 15. század közepén a husziták foglalták el a területet. A 16. században a Homonnay család birtoka. A század második felében itt is tért hódított a reformáció. Az 1598. évi adóösszeírásban a település 14 adózó portával szerepel. Két évvel később 9 adózó háztartáson kívül a bíró háza, a templom, a plébánia és az iskola állt a faluban. Lakói főként mezőgazdaságból és állattartásból éltek, de molnár, kovács és bognár is volt a településen. A 17. század elején a jezsuiták újraalapították a katolikus plébániát, de a század hadi eseményeinek következtében lakosai elszegényedtek.
A 17. és 18. században a Szirmay család volt a birtokosa. Lakói lelkesen részt vettek az 1703-ban kitört Rákóczi-szabadságharcban és annak leverése után amnesztiát kaptak. 1715-ben 17 adózó háztartása létezett, közülük 15 jobbágy és 2 zsellér volt. 1755 és 1763 között felépült az új barokk katolikus templom, melyet a Nagyboldogasszony tiszteletére szenteltek. A II. József által elrendelt első országos népszámláláskor 44 házat és 405 lakost számláltak a településen.
A 18. század végén Vályi András így ír róla: „MISLINA. Tót falu Zemplén Várm. földes Ura Szirmay Uraság, lakosai katolikusok, fekszik Zavatkához 1/2 órányira, határja három nyomásbéli, zabot, krompélyt terem leg inkább, erdője bikkes, szőleje nintsen, piatza Homonnán.”
1828-ban 56 házában 414 lakos élt.
Fényes Elek 1851-ben kiadott geográfiai szótárában így ír a faluról: „Mislina, tót falu, Zólyom vármegyében, Deszkócz fil., 380 kath., 6 zsidó lakossal, 635 hold szántófölddel. F. u. Szirmay. Ut. postája Nagy-Mihály.”
Borovszky Samu monográfiasorozatának Zemplén vármegyét tárgyaló része szerint: „Mizslye, előbb Mislyina, Mysle, hajdan két község volt, Alsó és Felső jelzőkkel. Tót kisközség. Van 68 háza és 427 róm. kath. vallású lakosa. Postája, távírója és vasúti állomása Homonna. Hajdan a homonnai uradalomhoz tartozott s már 1330-ban szerepel, a mikor Drugeth Vilmos visszaadja előbbeni tulajdonosának. 1576-ban még mindíg két község s ekkor Bornemisza Mihály az ura. Az újabb korban a Szirmayaké s a báró Luzsénszky családé. Most gróf Andrássy Sándornak van itt nagyobb birtoka. Római katholikus temploma 1755-ben épült.”
1920 előtt Zemplén vármegye Homonnai járásához tartozott.

## Népessége
| Év:            | 1994. | 2004.   | 2014.   | 2024.   |
| -------------- | ----- | ------- | ------- | ------- |
| Emberek száma: | 535   | 567     | 587     | 599     |
| Eltérés:       |       | +5,98 % | +3,52 % | +2,04 % |

| Év:            | 2023. | 2024.   |
| -------------- | ----- | ------- |
| Emberek száma: | 606   | 599     |
| Eltérés:       |       | -1,15 % |

1910-ben 381, többségben szlovák lakosa volt, jelentős cigány kisebbséggel.
2001-ben 574 lakosából 572 szlovák volt.
2011-ben 549 lakosából 544 szlovák.

## Nevezetességei
- Római katolikus temploma 1755 és 1763 között épült.